# Felvidéki András
Felvidéki András (Budapest, 1946. április 20.–) grafikus, festő, illusztrátor, díszlettervező, egyetemi tanár. Felvidéki Judit (1951-) filmrendező testvére.

## Életpályája
Szülei: Felvidéki József és Spiegel Kornélia. 1960–1964 között a Képző- és Iparművészeti Szakközépiskola diákja volt. 1964–1965 között a Magyar Televízió díszletfestője volt. 1965–1967 között katona volt. 1967–1972 között a Magyar Iparművészeti Főiskola grafikus tervező szakán tanult, ahol Gerzson Pál, Kass János és Ernyei Sándor oktatta. 1972–1977 között főleg reklámgrafikával foglalkozott. 1977 óta sokszorosító-grafikával, 1980 óta pedig festészettel is foglalkozik. 1977–1980 között a Perspektíva csoport tagja volt; számos hazai és nemzetközi kiállításon vett részt. 1980–1996 között díszlettervezéssel is foglalkozott. 1982–1992 között Darvas Lászlóval a HIFI Magazin munkatársa volt. 1987 óta a Magyar Iparművészeti Főiskola illusztráció tanára.
Az 1980-as évektől képei és grafikái az európai építészet díszítőelemeit boncolják. Díszlettervei a Játékszínben, az Arizona Színházban és az RS9 Színházban voltak láthatók.

## Magánélete
1978-ban házasságot kötött Keller Zsuzsával. Három gyermekük született: Eszter (1979), Anna (1983) és Miklós (1989).

## Színházi munkái
A Színházi Adattárban regisztrált bemutatóinak száma: 4.
- Duray Bernadett: A kétarcú Kishonti (1990)
- Keller Zsuzsa: Álompalinta (1991)
- Béres Melinda: Széllelbélelt mesék (2004)
- Spiró György: Káró király (2006)

## Filmjei
- Rettenetes szülők (1981)
- Irány Kalifornia! (1997)

## Kiállításai

### Egyéni
- 1975, 1980, 1989 Budapest
- 1980 Győr
- 1983 Balatonboglár
- 1996 Zsámbék

### Csoportos
- 1970, 1972, 1974, 1979 Varsó
- 1972, 1975, 1978, 1980-1981, 1984, 1994-1996, 1998 Budapest
- 1978, 1980 London, Pécs
- 1979 Miskolc, Sao Paulo
- 1980 Békéscsaba, Chicago, Krakkó
- 1981 Stockholm, Miskolc
- 1982 Marseille, Párizs, Pécs
- 1986 Párizs
- 1989 Székesfehérvár
- 1996 Miskolc

## Díjai
- Stúdió-díj (1980)
- Munkácsy Mihály-díj (1996)
- Aranyrajzszög-életműdíj (2006)
- Tamás László-emlékdíj (2010)